# Travailler fatigue
Travailler fatigue est un recueil de poésies de l'écrivain italien Cesare Pavese publié en 1936.

## Trame de l'œuvre

### Première section:Ancêtres
« Un soir nous marchons le long d’une colline,
 en silence. Dans l'ombre du crépuscule qui s'achève,
mon cousin est un géant habillé tout de blanc,
qui marche d'un pas calme, le visage bronzé,
taciturne. Le silence c'est là notre force.
Un de nos ancêtres a dû être bien seul
— un grand homme entouré d’imbéciles ou un malheureux fou —
 pour enseigner aux siens un silence si grand. »

— incipit des Mers du Sud, dans Cesare Pavese, Travailler fatigue La mort viendra et elle aura tes yeux, Poésie/Gallimard, 1979, page 27
Dans la première section intitulée Ancêtres on perçoit les thèmes et les idées qui seront ceux de ses romans ultérieurs et qui sont déjà fixés dans le poème qui ouvre le recueil, Mers du Sud, dans lequel les motifs centraux sont le retour à Langhe d’un cousin après avoir fait fortune et le retour aux jours heureux de l’enfance du poète lui-même. On y distingue déjà la dualité pavesienne entre la campagne et la ville, synonymes respectifs de l’enfance et de la maturité, la première ressentie comme un moment de magie et la seconde comme un symbole de la culpabilité et de l'échec.
Le thème du silence et de la solitude qui confine à l'incommunicabilité se remarque déjà dans la promenade que font le poète et son cousin dans les collines à l'heure du crépuscule où la figure du cousin, sûr de lui, aimant l'aventure tout en étant un grand travailleur, est, comme l'écrit Michele Tondo la « première approche de la figure de l’antagoniste, emblématique de cette « maturité » qui est essentielle et que Pavese semble toujours poursuivre. »
Des autres poésies de la section se dégage le thème de la colline, lieu des plus significatifs pour Pavese, où le jeune garçon a reçu ses premières leçons sur le monde. Les éléments préférés sont ceux qui peuvent être définis comme « mythiques », tels que les rites des paysans, la violence primaire des passions, le sexe, le sang et la mort. 

Le langage des poésies de cette première section est celui d'un réalisme exacerbé, comme s'il voulait se placer aux antipodes du lyrisme, qui sera rompu dans la poésie finale du groupement, intitulée La nuit, qui possède « une pureté élégiaque extraordinaire ».

« Mais la nuit houleuse, la nuit transparente,/ que le souvenir ne faisait qu'effleurer, est bien loin,/ c’est un souvenir. Un calme persiste stupéfait,/ fait aussi de feuilles et de néant. Seule reste,/ de ce temps au-delà des souvenirs, une quête/ incertaine du souvenir »  »

### Deuxième section:Après
Cette section comporte quinze nouveaux textes par rapport à la première édition originale (édition chez Solaria) et trois textes sont introduits que Pavese avait écartés du premier groupement car étrangers au style de la poésie-récit. Dans cette section Pavese reprend en fait un style lyrique, plus adapté au thème de ces poésies centré, comme l’écrit Italo Calvino , sur le « motif amoureux et sexuel sur un ton contemplatif et mélancolique » ; mélancolie due à la conscience que la relation avec une femme, seul espoir d’éviter la solitude, est impossible pour le poète. 

« Je l’ai créée du fond de toutes les choses/ qui me sont le plus chères sans réussir à la comprendre. »

### Troisième section:Ville à la campagne
Dans ce groupement, qui est le plus connu du recueil (il comprend tout de même dix-neuf textes), le poète cherche un point de contact avec les autres en reprenant une forme narrative basée sur la poésie-récit de ses premières œuvres poétiques.

Dans celles-ci se distinguent l'idéologie et l'engagement politiques de l'auteur qui décrit la fatigue déshumanisée des ouvriers, ou bien les paysans qui travaillent.

« C'est à l'aube que le travail commence. Mais un peu avant l'aube,/ nous commençons par nous reconnaître en tous ceux/ qui passent dans la rue […]  La ville nous permet de lever la tête et d'y penser,/ elle sait bien qu'ensuite nous la rebaisserons. »

Dans le poème Crépuscule de dragueurs, les vers, principalement de seize syllabes, impriment un rythme lent à la phrase, comme pour mettre en évidence la sensation de fatigue et les pensées qui traversent l’esprit des dragueurs pour la rendre acceptable. 

« Les lourds chalands remontent lentement sous la rame:/presque immobiles, ils font jaillir l'écume du courant impétueux./ […] Le fleuve au crépuscule est désert. Les deux ou trois dragueurs/ sont descendus dans l'eau jusqu'au ventre et ils creusent le fond. Un froid intense à l'aine leur brise et engourdit les reins. »

.

### Quatrième section:Maternité
Dans cette section, le thème de la femme est à nouveau abordé, cette fois en tant que mère, symbole de la fécondité associée à la terre-mère. Le sens de la vie qui se renouvelle à travers les générations ressort dans la poésie d'ouverture, où la femme qui 

« […] jadis était faite de chair/ ferme et fraîche : si elle portait un enfant[...] »

 regarde la fille qui  

« […] recommence à passer/ dans les rues, chaque soir, affichant dans le vent,/ sous les arbres, son corps plein de vie frais et ferme... »

Le thème sexuel est encore présent, vu comme un besoin de communication, mais qui devient un motif de frustration à partir du moment où le poète acquiert la certitude que le sexe ne suffit pas pour briser la barrière de l'incommunicabilité.

« Nous irons cette nuit retrouver la femme qui dort,/et nos doigts glacés chercheront son corps,/ une chaleur secouera notre sang, une chaleur de terre/ toute noire d'humeurs : une haleine vivante. »

Un autre thème dominant est encore le besoin désespéré d’une compagne,

« […] Il fait froid quand vient l'aube,/ et ce serait la vie que l’étreinte d’un corps »

et celui de la femme vue comme un être insaisissable

« Aucun homme n’arrive à laisser une empreinte/ sur elle. »

### Cinquième section:Bois vert
Les sept textes qui composent cette section sont centrés sur des thèmes sociaux et politiques. Écrits entre 1934 et 1935, excepté Fumeurs de papier qui remonte à 1932, ils exposent les idées politiques de Pavese. Dans le poème Une génération le poète se sent appartenir à un groupe qui a subi toutes les violences de la période fasciste. Pavese se rappelle le massacre du 18 décembre 1922 perpétré par les escadrons fascistes quand il avait quatorze ans, et compose un poème lyrique d'une grande intensité :

« Un soir de lumières lointaines, des coups de feu claquaient/ dans la ville, et dominant le vent parvenait effrayant/ une clameur brisée. Tous se taisaient. »

où au souvenir rendu à l'imparfait se substitue l'indicatif présent pour le souvenir du poète désormais adulte :

« Demain matin, les enfants repartent en vadrouille,/ ils ont tous oublié les clameurs. En prison,/ il y a des ouvriers silencieux et certains sont déjà morts. »

Le poème s'achève sur une conclusion tragique, qui est aussi une protestation, formée de cinq vers au présent actuel :

« Les enfants vont toujours jouer dans les prés/ où arrivent les boulevards. Et la nuit est la même./ Quand on passe par là, on sent l'odeur de l'herbe./ En prison, il y a toujours les mêmes. Et puis il y a les femmes/ comme alors, qui font des enfants et qui ne disent rien. »

qui révèle clairement la position politique de l’auteur.

### Sixième section:Paternité
Dans cette section Pavese a réuni les poèmes écrits à Brancaleone Calabro, avec l'addition de deux poèmes écrits respectivement en 1934 et en 1940, où se retrouvent les thèmes désormais fondamentaux, non seulement imaginaires mais aussi vécus par lui-même tandis qu'il se trouvait en relégation : la solitude et l'incommunicabilité. Le groupement, comme l'écrit Michele Tondo « veut s’opposer au groupement Maternité, comme à la terre, à laquelle est assimilée la femme/mère, est opposée la mer, qui est le fond habituel de l'homme seul, et le symbole de la stérilité. La stérilité devient ainsi pour le poète synonyme de solitude

« Homme seul devant la mer inutile,/ il attend le matin et il attend le soir./ Les enfants jouent près d’elle mais cet homme voudrait/ en avoir un à lui et le regarder jouer. »

tandis que la mer «inutile» des premiers vers représente l'inutilité de la vie pour celui qui demeure seul et renvoie aux vers de la poésie éponyme Travailler fatigue. 

« Est-ce la peine d’être seul pour être toujours plus seul ?/ On a beau y errer, les places et les rues/ sont désertes. Il faudrait arrêter une femme,/ lui parler, la convaincre de vivre tous les deux. »

## Les premières éditions importantes
Le recueil est publié pour la première fois début 1936 à Florence par l’éditeur Solaria, sous la direction d'Alberto Carocci, et réunit tous les poèmes écrits par Pavese à partir de 1931 (même si la première poésie avec laquelle commence le recueil, Les mers du Sud, remonte à 1930) pour un total de quarante-cinq poèmes.
En 1943, Pavese révise le recueil, l'enrichit d'autres poèmes, retire six des précédents, et paraît ainsi chez Enaudi une nouvelle édition composée de soixante-dix poésies, ordonnées différemment et avec un appendice de l'auteur composé de deux études : Le métier de poète et À propos de certaines poésies non encore écrites.
Cette nouvelle édition est subdivisée en six sections qui prennent le titre de leur poème initial : Ancêtres, Après, Ville à la campagne, Maternité, Bois vert, Paternité.
Le recueil en entier est ensuite inclus dans Poesie sous la direction de Massimo Mila, publié par Einaudi en 1961, ainsi que dans Poesie edite e inedite, en 1962, toujours chez Einaudi, sous la direction d'Italo Calvino. En 1968 ensuite, il est inclus dans le volume I des Opere di Cesare Pavese et dans le volume Le poesie établi par Mariarosa Masoero avec une introduction du critique littéraire Marziano Guglielminetti.
L’édition française chez Poésie/Gallimard se base sur l'édition établie par Italo Calvino, à laquelle elle adjoint huit poèmes tirés de 8 poesie inedite e quattro lettere a un'amica, All'insegna del pesce d’oro, éditions Scheiwiller, Milan, 1964, qu’elle place dans la section Poésies de jeunesse.

## Analyses de l’œuvre
Italo Calvino, dans son introduction à l’œuvre  dit que pour comprendre le titre du recueil il faut avoir lu I Sansôssí  d’Augusto Monti : « I sansôssí (graphie piémontaise pour « sans-soucì ») est le titre d’un roman d'Augusto Monti ( professeur de lycée de Pavese et son premier maître en littérature et ami ). Monti oppose ( sentant le charme de l'une et de l'autre ) la vertu du piémontais sansossì ( faite d'insouciance et d'inconscience juvénile ) à la vertu du piémontais ferme, stoïque, travailleur et taciturne. Le premier Pavese ( ou peut-être tout Pavese ) se situe lui aussi entre ces deux bornes : il ne faut pas oublier que l’un de ses premiers auteurs est Walt Whitman, exaltateur et du travail et de la vie vagabonde. Le titre « Travailler fatigue » sera précisément la version pavésienne de l'antithèse d'Augusto Monti (et de Whitman), mais sans gaieté, avec les tourments de celui qui ne s'intègre pas : jeune garçon dans le monde des adultes, sans métier dans le monde de ceux qui travaillent, sans femme dans le monde de l’amour et des familles, sans armes dans le monde des luttes politiques et des devoirs civils ».
Les poèmes du recueil, uniques et atypiques dans le répertoire poétique contemporaine, débouchent sur un nouveau mode narratif, celui de la poésie-récit, constituant le début d’une nouvelle expérimentation, tant du point de vue technique que du point de vue métrique. L’idée d'utiliser un vers très cadencé de treize ou seize syllabes lui vient en partie du vers familier des crépuscules et du vers libre whitmanien, dans une résolution toutefois très personnelle et innovante.

## Note
1. 1 2  Michele Tondo, Invito alla lettura di Pavese, Mursia, Milano, 1984
2. ↑  op. cit., page 61
3. ↑  incipit de La nuit, de Cesare Pavese, Poésie/Gallimard, 1979, page 49
4. ↑  Italo Calvino, Le poesie di Pavese, in "Miscellanea per nozze Castelnuovo-Frigessi", Torino 1962
5. ↑  Rencontre, op. cit., page 51
6. ↑  Discipline in op. cit., page 94
7. ↑  Crépuscule de dragueurs in op. cit., page 110
8. ↑  Une saison, op. cit., page 117
9. ↑  Plaisirs nocturnes in op. cit., page 119
10. ↑  Le dîner triste, in op. cit., page 121
11. ↑  Un souvenir in op. cit., page 125
12. 1 2 3  Une génération in op. cit., page 142
13. ↑  Paternité, in op. cit., page 162
14. ↑  Travailler fatigue, in op. cit., page 114
15. ↑  op. cit., page 19
16. ↑  Italo Calvino dans Introduzione, Poesie edite e inedite, Einaudi, Torino, 1962
17. ↑  I Sansôssí, Einaudi, Torino 1963

## Sources
- (it) Cet article est partiellement ou en totalité issu de l’article de Wikipédia en italien intitulé « Lavorare stanca » (voir la liste des auteurs).